# 7097 Яцука
7097 Яцука (7097 Yatsuka) — астероїд головного поясу, відкритий 8 жовтня 1993 року.
Тіссеранів параметр щодо Юпітера — 3,514.
Названо на честь колишнього містечка Яцука (яп. やつか(八束)), що у 2005 році увійшло до міста Мацуе, Сімане (Японія).